# اندیس بلده۲
بلده۲ یک اندیس غیرفلزی است که در حوالی شهر بلده استان مازندران قرار دارد و مادهٔ معدنی موجود در آن، لاتریت است.سنگ میزبان این اندیس دولومیت است و دیرینگی آن به دوران تریاس میانی می‌رسد. 